# Городно (озеро, Витебский район)
Горо́дно (бел. Гаро́дна) — озеро в Витебском районе Витебской области Беларуси.

## Географическое положение
Озеро Городно расположено в бассейне реки Лучоса в 10 км к югу от Витебска.
На берегу озера расположены деревни Городняны, Сосновка и Городнянский Мох, а также Республиканская туберкулёзная больница «Сосновка».

## Описание
Площадь поверхности — 0,87 км², водосбора — 16 км². Водосбор плоскохолмистый. Наибольшая глубина озера — 8 м, средняя — 4,1 м. Длина — 1,35 км, наибольшая ширина — 0,92 м. Береговая линия слабоизвилистая, длиной 4,05 км.
Котловина термокарстового типа, округлой формы. Склоны высотой 5—7 м, на востоке — до 10 м, распаханные. Берега низкие, песчаные. Мелководье широкое. Дно песчаное, на глубине свыше 2—4 м — илистое. Глубины до 2 метров занимают 20 % площади озера, до 4—6 м — 50 %. Наибольшая глубина отмечается недалеко от северного берега.
Минерализация воды — до 350 мг/л, прозрачность — 1,2 м. Озеро эвтрофное, слабопроточное.

## Флора и фауна
Подводная растительность распространяется до глубины 3 м. Вдоль берегов растут тростник и камыш.
В озере обитают лещ, щука, плотва, краснопёрка, линь, карась, налим, окунь, язь, уклейка.